# Carlo Bandirola
Carlo Bandirola (fälschlicherweise auch Carlos Bandirola; * 25. September 1915 in Voghera; † 21. September 1981 ebenda) war ein italienischer Motorradrennfahrer.
Während seiner aktiven Zeit war Bandirola als „Il Leone dell’Oltrepò“ („Der Löwe aus dem Oltrepò“) bekannt und bei den Motorradsport-Fans wegen seines impulsiven Naturells und seines ungestümen Fahrstils bekannt. Oftmals verhinderte aber gerade diese harte, materialbeanspruchende Fahrweise und seine Ablehnung für jede Form von Rennstrategie Siege oder vordere Platzierungen. Carlo Bandirola bevorzugte anspruchsvolle Straßenkurse wie den Circuit de Montjuïc in Barcelona oder die Rennstrecke von Ospedaletti.

## Karriere
Carlo Bandirolas Rennfahrerkarriere dauerte drei Jahrzehnte an. Er begann sie im Alter von 19 Jahren bei regionalen Zuverlässigkeitsfahrten. Von 1937 bis zum Ausbruch des Zweiten Weltkriegs startete er auf Gilera.
Im Jahr 1950 ging Bandirola auf Gilera Saturno als Werksfahrer in der 500-cm³-Klasse der Motorrad-Weltmeisterschaft an den Start. Bei seinem dritten WM-Rennen, dem Großen Preis der Schweiz in Genf, feierte er mit Rang drei hinter Leslie Graham und Umberto Masetti seine erste Podiumsplatzierung. In der Gesamtwertung belegte der Italiener den fünften Rang.
Von 1951 bis 1958 startete Carlo Bandirola für MV Agusta. In diesen sieben Jahren gelangen dem Lombarden insgesamt sechs Podestplätze, aber kein einziger Grand-Prix-Sieg. Seine beste WM-Platzierung erreichte er 1955 mit Rang fünf. Im Jahr 1958 gewann Bandirola im Alter von 43 Jahren auf einer Vierzylinder-MV die Italienische Meisterschaft in der 500-cm³-Klasse.
Carlo Bandirola ging noch bis in die 1960er-Jahre bei Motorradrennen an den Start, danach eröffnete er in seiner Heimatstadt Voghera eine Bar. Insgesamt bestritt er 15 WM-Rennen und konnte dabei sieben Podestplätze für sich verbuchen.

## Statistik

### Erfolge
- 1958 – Italienischer 500-cm³-Meister auf MV Agusta

### In der Motorrad-Weltmeisterschaft
| Saison | Klasse  | Ergebnis | Maschine  | Podien |
| ------ | ------- | -------- | --------- | ------ |
| 1950   | 500 cm³ | 5.       | Gilera    | 1      |
| 1951   | 500 cm³ | 12.      | MV Agusta | 0      |
| 1952   | 500 cm³ | 11.      | MV Agusta | 1      |
| 1953   | 500 cm³ | 11.      | MV Agusta | 1      |
| 1954   | 500 cm³ | 18.      | MV Agusta | 2      |
| 1955   | 500 cm³ | 5.       | MV Agusta | 2      |
| 1956   | 500 cm³ | 16.      | MV Agusta | 0      |
| 1958   | 500 cm³ | 16.      | MV Agusta | 0      |